# アラン・ウィリアムス (バスケットボール)
アラン・トラビス・ウィリアムス  (Alan Travis Williams 1993年1月28日 - )は、アメリカ合衆国・アリゾナ州フェニックス出身のバスケットボール選手。B.LEAGUE・名古屋ダイヤモンドドルフィンズに所属。ポジションはC/PF。

## 来歴
地元フェニックスのノース高校時代から、アリゾナ州でも名の知れたウィリアムスは、3年生に平均12,5得点10,9リバウンドを記録。4年生時には22,1得点16,2リバウンドを記録し、2011年には同州の最優秀選手に選出された。
大学はカリフォルニア大学サンタバーバラ校に進学。BWCの中心選手として活躍し、2013年から3年連続で同カンファレンスの1stチームに選出。2014年はカンファレンスの最優秀選手。2014年からは2年連続でNCAAのリバウンド王に輝くなど活躍したウィリアムスだったが、2015年のNBAドラフトでは指名外に終わった。
ウィリアムスは同年夏のNBAサマーリーグでシャーロット・ホーネッツとヒューストン・ロケッツの一員として参加。その後7月25日にCBAの青島双星籃球倶楽部 (青島イーグルス) と契約。35試合に出場、平均20.8得点15.4リバウンドを記録し、リバウンド王のタイトルを獲得した。
2016年3月7日、地元のフェニックス・サンズと10日間契約を結び、念願のNBA入り。17日のユタ・ジャズ戦で念願のNBAデビューを飾り、その後正式に2年契約を結んだ。翌月13日のロサンゼルス・クリッパーズ戦では、14得点13リバウンドを記録し、初のダブル・ダブルを達成し、114-105での勝利に貢献した。
2017年2月26日のミルウォーキー・バックス戦では、自己最高の17得点と15リバウンドを記録。3月5日のボストン・セルティックス戦では、11得点に自己最多の15リバウンドを記録し、109-106での大逆転勝利を呼び込んだ。更に9日のロサンゼルス・レイカーズ戦でウィリアムスはサンズの選手としてはチーム史上初の5試合連続の "10得点10リバウンド" 以上のダブル・ダブルを達成した。
2017年7月9日、サンズと3年1700万ドルで契約を延長した。しかし、2017-18シーズンのトレーニングキャンプ前に左膝の重傷のために全治6ヶ月と診断され、シーズンの大半を欠場する見込みだと報じられた。

### ロコモティフ・クバン（2019-2022）
2019年8月13日、VTBユナイテッドリーグとユーロカップに所属するロコモティフ・クバン（英語版）との契約が発表された。リーグ戦では19試合に出場し、1試合平均24.0分の出場で、11.2得点、10.1リバウンド、2.1アシスト、1.1ブロック、ユーロカップでは10試合に出場し、1試合平均21.6分の出場で、9.4得点、9.4リバウンド、1.9アシストという成績を残した。
2020年6月4日、ロコモティフ・クバンとの契約更新が発表された。リーグ戦では7試合に出場し、1試合平均34.4分の出場で、22.1得点、13.1リバウンド、1.9アシスト、1.6ブロック、1.4スティール、フィールドゴール成功率55.8パーセント、ユーロカップでは8試合に出場し、1試合平均26.9分の出場で、14.5得点、12.5リバウンド、2.1アシスト、1.3ブロック、1.0スティールという成績を残していたが、11月の試合中に負傷し、全治6ヶ月と診断され、残りシーズンは全休となった。
2021-2022シーズンもロコモティフ・クバンでプレーしていたが、2022年3月16日、退団が発表された。

### オセアニア、東アジアでのキャリア（2022-）
2023年3月、名古屋ダイヤモンドドルフィンズと契約。
2025年5月、名古屋ダイヤモンドドルフィンズに復帰。

## 家族
父のコディ・シニアはアリゾナ州マリコパ郡の治安判事を務め、母のジェリはフェニックス市の警察長を務めている。